# يوروبيكسيات
اليوروبيكسيات (الاسم العلمي: Uropyxidaceae) فصيلة فطور صَدَئِيَّة من رتبة الشقرانيات. تحتوي الفصيلة على 15 جنسًا و149 نوعًا.

## الأجناس
- Dasyspora
- Didymopsorella
- Dipyxis
- Kimuromyces
- Leucotelium
- Macruropyxis
- Mimema
- سبج
- Phragmopyxis
- Poliomopsis
- Porotenus
- Prospodium
- Sorataea
- Tranzschelia
- Uropyxis